# Michelin Pilot Challenge
Le Michelin Pilot Challenge est un championnat automobile nord-américain fondé en 2001 et dirigé par l'IMSA. Le premier nom était Grand-Am Cup avant l'arrivée de KONI comme sponsor principal en 2007. Le championnat a pris le nom de KONI Challenge Series puis de KONI Sports Car Challenge. En 2010, le nom de la compétition est Continental Tire Sports Car Challenge et les courses sont organisées en support du Rolex Sports Car Series puis de l'United SportsCar Championship à partir de 2014.
À partir de 2019, Michelin devient le nouveau fournisseur officiel de pneumatiques ce qui entraine le changement de nom de la compétition.

## Catégories
Les voitures qui participent à cette épreuve sont réparties en deux catégories :
- Grand Sport (GS) pour les voitures de Grand Tourisme (réglementation FIA GT4)
- Street Tuner (ST) pour les voitures de Tourisme (réglementation FIA TCR)

Les courses sont traditionnellement organisées avec les deux catégories en même temps sur la piste mais certaines courses peuvent être organisées séparément. Les courses actuelles durent 2 heures 30 avec un changement de pilotes obligatoire.

## Palmarès
| Saison | Champion GS                      | Voiture                         | Champion ST                       | Voiture                 |
| ------ | -------------------------------- | ------------------------------- | --------------------------------- | ----------------------- |
| 2004   | Craig Stanton Terry Borcheller   | Cadillac CTS-V                  | David Haskell Sylvain Tremblay    | Mazda RX-8              |
| 2005   | David Empringham Scott Maxwell   | Ford Mustang                    | David Haskell Sylvain Tremblay    | Mazda RX-8              |
| 2006   | Anders Hainer Spencer Pumpelly   | BMW M3                          | Don Salama Will Turner            | BMW 330i                |
| 2007   | Jeff Segal Jep Thornton          | BMW M3                          | Trevor Hopwood Adam Burrows       | BMW 330i                |
| 2008   | Joe Foster (pl) Scott Maxwell    | Ford Mustang                    | Jamie Holtom                      | Chevrolet Cobalt SS     |
| 2009   | Kenny Wilden                     | Ford Mustang                    | Christian Miller                  | Honda Civic Si          |
| 2010   | Charles Espenlaub Charles Putman | BMW M3                          | David Thilenius Lawson Aschenbach | Honda Civic Si          |
| 2011   | Paul Dalla Lana                  | BMW M3                          | Niclas Jönsson                    | Kia Forte Koup          |
| 2012   | John Farano David Empringham     | Porsche 911                     | Pierre Kleinubing                 | Mazdaspeed3             |
| 2013   | Nick Longhi Matt Plumb           | Porsche 997                     | Terry Borcheller Mike LaMarra     | BMW 128i                |
| 2014   | Trent Hindman                    | BMW M3 Coupe                    | Eric Foss                         | BMW 328i Porsche Cayman |
| 2015   | Andrew Davis Robin Liddell       | Chevrolet Camaro                | Stevan McAleer Chad McCumbee      | Mazda MX-5              |
| 2016   | Billy Johnson Scott Maxwell      | Ford Mustang GT350              | Nick Galante Spencer Pumpelly     | Porsche Cayman          |
| 2017   | Dillon Machavern Dylan Murcott   | Porsche Cayman GT4 Clubsport MR | Eric Foss                         | Porsche Cayman          |
| 2018   | Hugh Plumb Owen Trinkler         | Mercedes-AMG GT4                | Devin Jones Nick Galante          | BMW 328i (F30)          |